# Indisk konst

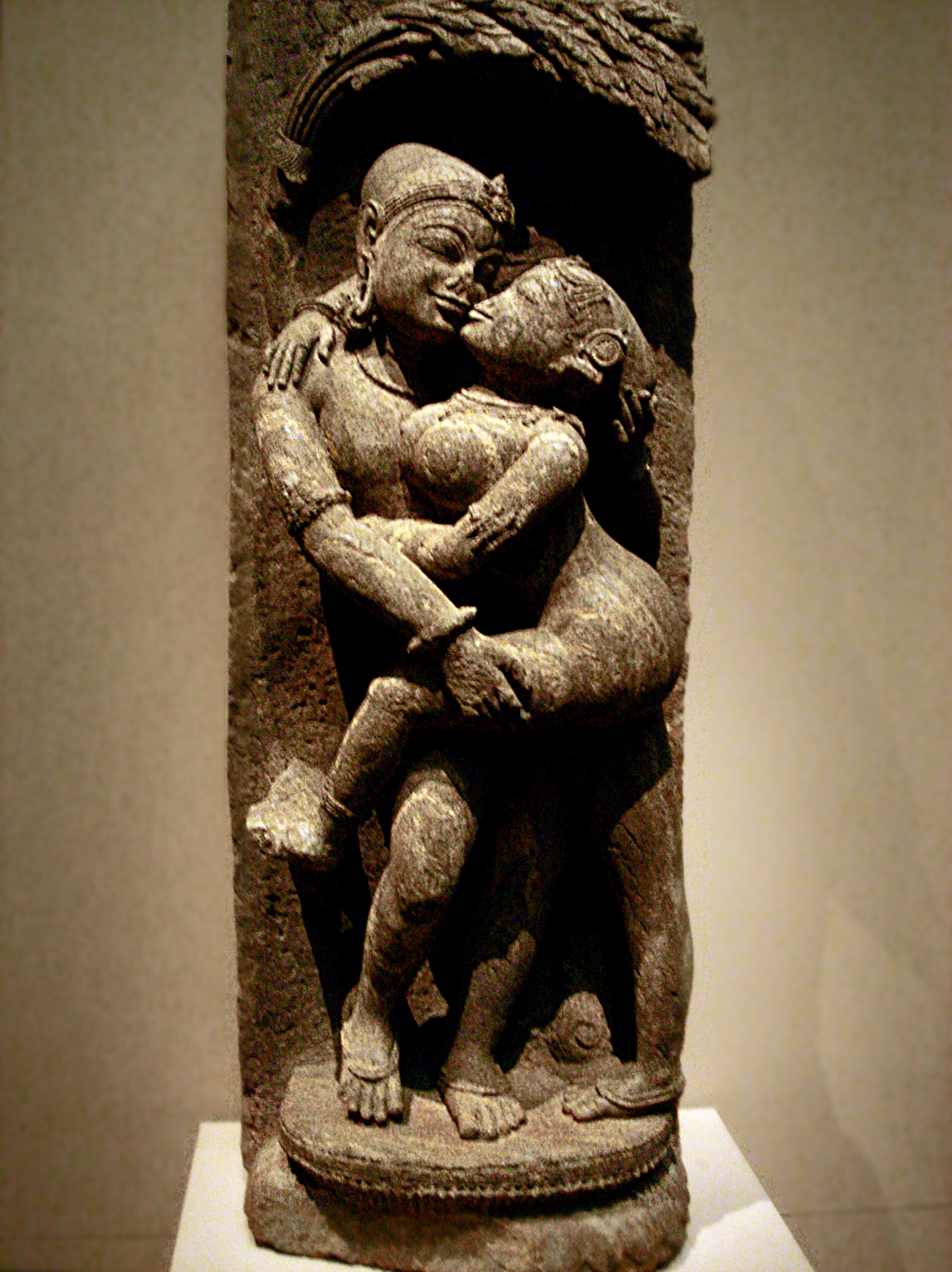
Statyett från Östra Ganges- dynastin, 1200-talet, nu på Metropolitan Museum of Art, New York. Den indiska konsten rör sig inte med samma tabun som i västvärlden. Erotiska motiv har länge varit vanliga.

Indisk konst består av en mängd olika konstformer, inklusive måleri, skulptur, keramik och textilkonst. Den indiska historien är en 3 000 år lång följd av mäktiga riken som åtskiljs av perioder av upplösning. Alla de folkgrupper som producerat konst på den indiska kontinenten under denna tid har anammat den mycket uttrycksfulla indiska konsttraditionen men de har också tillfört element utifrån till denna tradition och även spridit den utanför Indiens gränser.
Unikt för den indiska konsten är den självklara föreningen mellan arkitektur, skulptur och dans och de ständigt närvarande, religiösa och specifikt indiska aspekterna av människans existens och tillvaro som gör sig gällande i konsten. Den indiska konsten är lika särpräglad som inklusiv - från Harappakulturen till Anish Kapoor återkommer de unika balansen mellan traditionsbundenhet och ständig dynamik; mellan närvaro och myt. Hur gamla de indiska konstverken än är tycks de alltid levande och vitala.
I samma mån som den unga manliga kroppen är den grekiska konstens ideal är den unga kvinnliga normgivande i indisk konst: Böljande linjer och mjuka övergångar mellan angränsande delar gör att den indiska konsten gärna beskrivs som dynamisk i kontrast mot till exempel den västerländska och den mesopotamiska, som ofta upplevs som statiska eller vilande. Det finns också en bärande, abstrakt manlig princip på vilken figurativa, kvinnliga element verkar. Den indiska konsten dansar och dess rika dekoration är snarare en manifestation av en gudomlig rikedom än uttryck för skulpturalt överflöd.

## Sten- och bronsålder

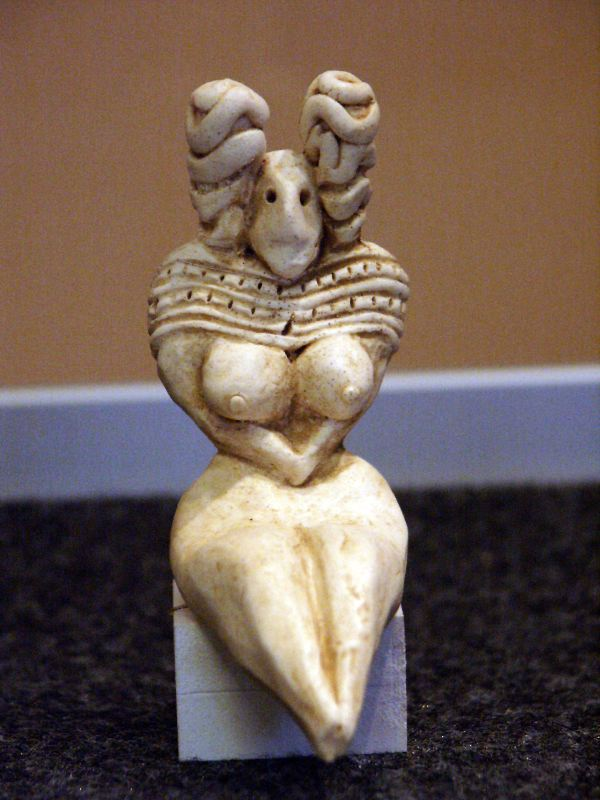
Statyett från Mehrgarh, dagens Baluchistan, Pakistan, ca 3 000 f.Kr.

De äldsta spåren av mänsklig aktivitet i Indien utgörs av fynd efter homo erectus från 700 000 år sedan. Den paleolitiska människans första grottbilder påminner starkt om de som hittats i Kaukasus och Levanten och har daterats till omkring 9000 f.Kr.
Det finns också klippmålningar i Vindhyabergen som daterats till ungefär 8000-5000 f.Kr. som liknar de starkt stiliserade från hällristningarna svensk bronsålder. Möjligen har den stenålderskultur som då utvecklades i Indien på omvägar givit upphov till kulturerna i Mesopotamien och Egypten. Keramikfynd från 5000-3000 f.Kr. utgör de äldsta spåren av konstnärlig verksamhet på den indiska kontinenten. Den följer i grova drag fyra stilperioder: tre äldre "brokiga" besläktad med den mesopotamiska och persiska och en yngre med graverad dekor.

### Harappakulturen

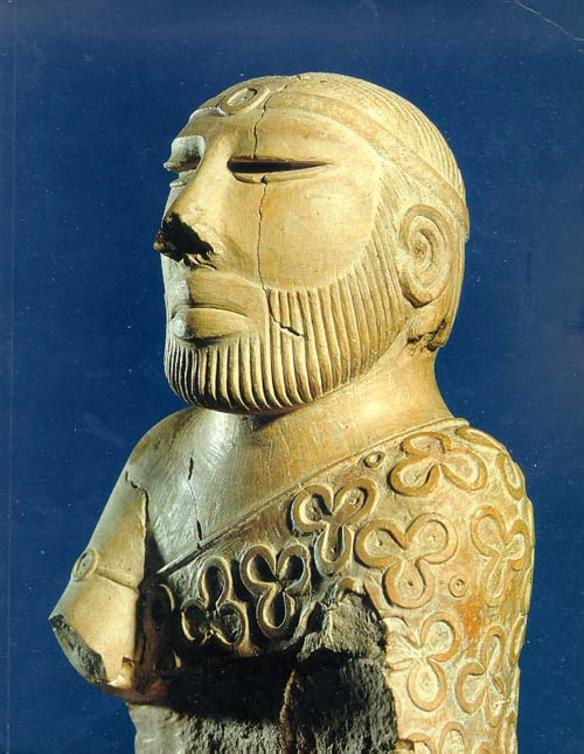
Staty från Harappa

Den mellersta av dessa äldre keramikstilar har fått sitt namn efter fyndorten i Harappa i Indusdalen i dagens Pakistan där en så kallad högkultur fanns omkring 2500 f.Kr.
I den så kallade Harappakulturen producerades skulpturer i terrakotta, kalksten och brons av härskare och präster som uppvisar gemensamma drag med den samtida kulturen i Mesopotamien men med betydligt rikare detaljering; mycket realistiska skulpturer av människokroppen i dansliknande poser; och sigillstenar med djurmotiv - element som kom att bli utmärkande för den indiska konsten under de följande 4 000-5 000 åren. Också votivgåvor i terrakotta, keramik med geometriska mönster samt vapen och smycken i ädla metaller har hittats.
Arkitekturen i städerna Harappa och Mohenjo-Daro uppfördes i soltorkat och bränt tegel. Varken kolonner eller valv användes, och om dessa byggnader överhuvudtaget var dekorerade måste de ha varit bemålade. Inga fynd tyder heller på att några palats eller tempel uppfördes. En centralt placerad borg tyder på en stark centralmakt, och man har antagit att de sanitetsanläggningar med vattenledningar, avlopp och bad som har hittats använts rituellt både av befolkningen som helhet och av det styrande prästerskapet.
Skriften från Harappakulturen har ännu inte dechiffrerats, och mycket lite är därför känt om den litteratur som är känd.

## Den vediska tiden
Harappakulturen upplöstes omkring 2000-1700 f.Kr. förmodligen till följd av en kombination av klimatförändringar och invasioner av indoariska folkgrupper. Dessa folkgrupper etablerade sig omkring 1500-500 f.Kr. bland annat i norra Indien och utvecklade en kultur som brukar kallas den vediska. Deras kultur är i princip endast känd genom Vedaskrifterna. I dessa beskrivs ett samhälle som föredrog förgängliga material som trä och lera och uppförde befästa städer med breda gator och rikt dekorerade byggnader.
Omkring 500 e.Kr. hade mängden av mindre riken enats under några få större makthavare. Dessa riken understödde buddhismen och jainismen som blev viktiga för konsten under den period som följde.

## Mauraya- och Sungaperioderna

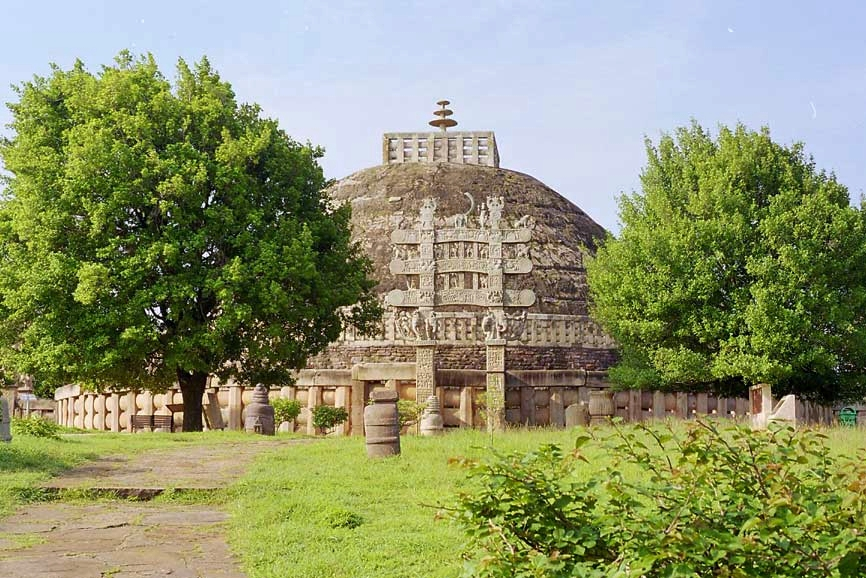
Den stora stupan i Sanchi med skulpturerad portik, första eller andra seklet e.Kr. Relikerna efter två av Buddhas främsta lärjungar, Sariputra och Maudgalyayana ligger begravda i templets mitt.

Efter Alexander den stores fälttåg enade Chandragupta Maurya norra Indien, och hans sonson Ashoka lade under sig de centrala delarna av landet, buddhismen blev statsreligion när Asoka konverterade. Den lilla konst som finns bevarad från denna tid består av en förening av inhemska och importerade influenser och har undantagslöst en direkt anknytning till arkitekturen. 

### Arkitektur

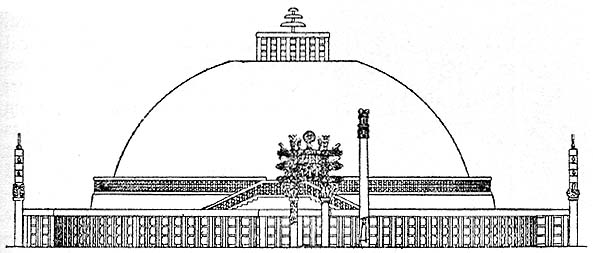
Sanchi, elevation

Palatsarkitekturen uppvisar direkta persiska influenser liksom de ediktpelare med djurkapitäl som Ashoka lät uppföra intill de buddhistiska templen och stuporna. Denna konst är i allmänhet statisk och emblematisk - sträng symmetri styr över dynamik. Under Sungariket utvecklades stupan från de ursprungliga gravkullarna till den symboliska kultbyggnad den blivit.

### Skulptur
I skulpturen från Mauryaperioden omkring 200-100 f.Kr. är stilblandningen mellan indiskt och mesopotamiskt påtaglig: persiska och mer genuint indiska drag blandas eller lyckas samexistera till en konst där gestalterna både tycks hålla fast kropparna i de rektangulära stenblocken och tycks vilja röra sig genom sin fint skulpterade muskulatur.
Under den efterföljande Sungaperioden omkring 50-100 e.Kr. blev skulpturen mer dynamisk och rörlig. I toranas, monumentala portar, från perioden framställs scener ur Buddhas liv med stor berättarglädje i en myllrande flora av människor, djur och växter. Både den religiösa symboliken och den med skulptur rikt dekorerade arkitekturen blev typisk för den indiska konsten ända fram till modern tid.

## Den indo-grekiska perioden
Efter Alexanders död var kontakten omfattande mellan Mauryariket och den hellenistiska världen. I början av 100-talet f.Kr. tycks grekisktalande kungar i Baktrien (i nuv. Afghanistan) ha erövrat nordvästra Indien. Indo-grekernas mycket eklektiska och religiöst toleranta inställning skapade en fascinerande blandkultur, något som bland annat kan ses på deras mynt. Grekerna introducerade skickligt gjorda porträtt på kungarna och ett myller av grekiska, persiska och indiska gudabilder. Flera grekiska gudar överlevde länge i indisk förklädnad, som den Heraklesfigur som blev Vajrapani, Buddhas beskyddare. Se greko-buddhistisk konst.
Sannolikt är att indo-grekerna var först med att framställa Buddha som en människa; många av de första Buddhabilderna liknar antingen den afghano-grekiske kungen Demetrios I eller den romerske kejsar Augustus. Även om det indo-grekiska väldet snart föll samman förnyades nämligen kontakterna genom grekiska sjöfarare som for österut med monsunen under romersk tid. De nomadfolk (se nästa stycke) som övertog makten efter indo-grekerna var mycket inspirerade av dem inom konst, arkitektur och även vetenskap.

## Kushan- och Guptadynastierna
Staden Mathura blev under Kushandynastin ett viktigt buddhistiskt kulturcentrum under det första seklet i vår tideräkning. Både jainistiska och buddhistiska monument i röd sandsten med rik skulptural utsmyckning som idag ses som klassiskt indisk har grävts fram. I nordvästra Indien kring Taxila och Peshawar gjorde sig ett västerländskt inflytande påmint; den förra staden var i mycket en typisk grekisk polis.

### Skulptur
Under denna period utvecklades den klassiska buddhastatyns två viktigaste grundtyper: Mathurastilens stående Buddha i kungasonens gestalt och Gandharastilens Buddha sittande i lotusställning på den så kallade lejontronen. Den senare typen, som spred sig mot Kina, uppvisar särpräglat indiska drag med parallella veck i klädnader och reliefartad rumsuppfattning där den tidigare, som kring sekelskiftet 1900 blev populär i Europas konsthistoria, rymmer påtagliga hellenistiska drag med omsorgsfullt studerade veckbildningar och skulpturer som närmar sig rundskulptur. En blandstil med mjukare, mer rytmisk ornamentik än Mathurabuddhan uppstod på Deccanplatån i städerna Amaravati och Nagarjunikonda i Andhrariket. Den stil spred sig mot Sri Lanka, Siam och Indonesien.

### Arkitektur
Den arkitektur som finns bevarad är uppförd i sten. De äldsta bevarade buddhistiska templen är de så kallade Chaitya-hallarna i Bhaja och Karli - Chaityahallen i Bhaja nära Bombay är ett klipptempel med en treskeppig huvudhall med avslutande absid och åttakantiga kolonner som huggits direkt ur klippan.

## Guptariket

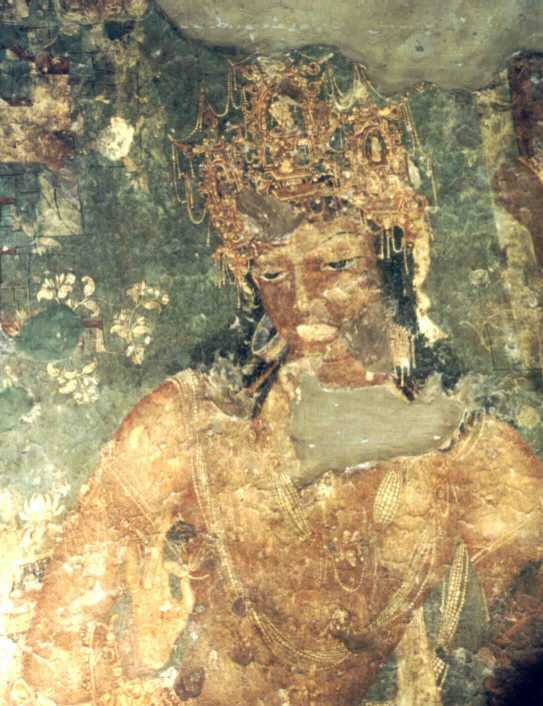
Muralmålning från Ajantagrottorna, Maharashtra, 500-tal.

Guptariket brukar betraktas som den indiska konstens blomstringstid. Lärda, författare och konstnärer samlades kring kulturcentra som Pataliputra, Ujjayini, Kannauj och Nalanda som åtnjöt beskydd av visa och starka härskare som hade enat hela Indien till ett rike där shivaism, jainism och buddhism tilläts samexistera. Den mycket komplexa hiduistiska ikonografin med sitt gytter av attribut och symboler tillkommer under perioden. Den indiska konsten från denna period rymmer både formell fulländning i proportioner och komposition och dynamik i introducerandet av nya motiv, som alltid i den indiska konsten med en självklar utgångspunkt i dansen.

### Skulptur
Buddhastatyn utvecklades mot sin klassiska fulländning, en balans mellan realism och andlig uttryckskraft, i två parallella skolor. Den äldre Mathuraskolan arbetade i röd sandsten och modellerade fram täta veck som bildar grafiska mönster på skulpturens yta. Sarnathskolan använde gulgrå sandsten och hittade ett betydligt mjukare uttryck där Buddhas dräkt utgör en knappt märkbar, slöjliknande drapering kring den upplystes kropp.

### Måleri
I muralmålningarna i Ajantagrottorna har reliefkonsten från tidigare epoker överförts till den plana ytan. Mycket detalj- och folkrika scener i klara färger närmast imiterar relieferna och återger ofta vardagen under Guptatiden.

### Arkitektur
Stupan fick under Guptaperioden spridning över Asien. I nuvarande Indonesien, Myanmar och Pakistan uppfördes de största stuporna under denna tid, och norröver kom den att utvecklas till pagoden.
Samtidigt med den buddhistiska blomstringen började den hinduistiska konsten att utvecklas. Det hinduistiska templets grundform med rektangulär cella, öppen förhall och platt tak gav plats åt de drygt 80 000 hinduistiska gudarna. Med tiden utvecklades denna grundform med terrasser, stupor, trappor och sidokapell mot det torn, sikhara, som blivit typisk för de hinduistiska templen.
I norra Indien hittade det hiduistiska templet en mycket speciell form: Enorma tempelkomplex i Bhuvaneshvara och Konark i sandsten som kröns av torn med konvex profil och oändliga rader av skulpturer och reliefer med ofta öppet erotiska akter, mituna, som tänktes gestalta föreningen mellan världssjälen och individens själ.

## Medeltiden
Efter Guptarikets sammanbrott omkring 600 e.Kr. följde en 600-årig period av splittring i den indiska historien som medförde dels att konsten blev mer mångfasetterad än någonsin tidigare, dels att hinduismen började dominera landet. Föreningen mellan dans, skulptur och arkitektur fortsatte till den grad att det ena nu blir svårt att skilja från det andra.

### Arkitektur och skulptur
Templen i Mamallipuram som uppfördes under Pallavadynastin på 600-talet utgör en typisk indisk skulpturtäckt arkitektur som huggits direkt ur klippan, så kallade raths. Scener ur Vedaböckerna återges i reliefer som myllrar av liv.
Samma struktur återkommer i det sydindiska Kailasatemplet och Elephantagrottorna utanför Bombay tillägnade Shiva. De fristående Shivaskulpturerna i brons som Cholaskolan producerade under denna tid är för många västerlänningar synonymt med indisk, hinduistisk konst. En skönare balans mellan stillhet och rörelse; sensualitet och andlighet; formell tydlighet och episk innerlighet är svår att tänka sig.
De dravidiska klipptemplen runt Madras, Tanjore och Tiruchirapalli följer också den samma trend med rikt utsmyckad monumentalarkitektur. Speciellt för denna arkitektur är porttornen, så kallade gopura, och kolonnerna som helt täcks av skulpturer och reliefer. De kan ses som den indiska skulpturens högsta manifestationer - mer skulptur på en byggnad kan man svårligen tänka sig.

## Den islamiska tiden
Norra Indien enades åter igen på 1200-talet, denna gång under islamiska sultaner. För konsten innebar det att skulpturen försvann från arkitekturen. Istället kom islamiska mosaiker och portmotiv att dominera.

### Arkitektur
Med Delhi som huvudstad visade sig stormogulerna vara mycket ivriga byggare. De använde ofta delar från raserade hinduistiska tempel till sina ambitiösa byggprogram som inkluderade moskéer, mausoleer, palats och inte minst befästningar. Den mest uppenbara närvaron av den islamiska tidens konst i Indien finns idag i Agra, där mausoleet efter shah Jahans favorithustru Mumtaz Mahal står som ett bevis för den islamiska konstens estetiska värden, såväl som för dess storslagenhet. Taj Mahal är i första hand en arkitektonisk artefakt, men inne i denna väldiga moské i vit marmor och även i omgivningarna finns även andra former av konst. Väggdekorationerna är i sig ett exempel på detta.

### Måleri
Miniatyrmåleriet introducerades i Indien först som en rent persisk företeelse som avbildade motiv ur den persiska konsten men snart kom även indiska motiv att behandlas, i synnerhet i målarskolorna i det hinduistiska Rajasthan som länge motstod de islamiska mogulväldet. Till skillnad från den ofta realistiska, indiska skulpturen är ofta miniatyrmåleriet påtagligt tvådimensionellt med rena färgplan och en ofta uttrycksfull och naiv form. Liksom skulpturen är den rika indiska mytologin med sina många erotiska berättelser populära motiv.

## Kolonialtiden
- Engelsk arkitektur i Indien och indisk arkitektur i Storbritannien
- Indisk litteratur på engelska

## Det moderna Indien
- Indisk film och teater
- Anish Kapoor
- Arkitektur: modernismen och Le Corbusier